# Station Wólka Okopska
Station Wólka Okopska is een spoorwegstation in de Poolse plaats Wólka Okopska.